# Кулаковский, Алексей Викторович
Алексей Викторович Кулаковский (род. 8 июня 1954, Железноводск, Ставропольский край) — российский политический деятель. Член Совета Федерации Федерального Собрания Российской Федерации от Ставропольского края.

## Биография
В октябре 1991 года был назначен представителем Президента России в Ставропольском крае. С 1990 по 1993 год — народный депутат России.
В декабре 1993 года был избран в Совет Федерации Федерального собрания Российской Федерации.
Работал заместителем руководителя управления Федерального казначейства Министерства финансов Российской Федерации по г. Москве. Начальник управления Государственной налоговой службы Российской Федерации. Руководитель департамента Министерства национальной политики Российской Федерации.

### Совет Федерации
Депутат Совета Федерации Федерального Собрания Российской Федерации первого созыва от Ставропольского края с января 1994 по январь 1996, избран 12 декабря 1993 по Ставропольскому двухмандатному избирательному округу № 26.